# British Independent Film Awards 2014
La cerimonia di premiazione della 17ª edizione dei British Independent Film Awards ha avuto luogo il 7 dicembre 2014 all'Old Billingsgate di Londra.

## Vincitori e candidati
I vincitori sono indicati in grassetto.

### Miglior film indipendente britannico
- Pride, regia di Matthew Warchus
- '71 regia di Yann Demange
- Calvario (Calvary), regia di John Michael McDonagh
- Turner (Mr. Turner), regia di Mike Leigh
- The Imitation Game, regia di Morten Tyldum

### Miglior regista
- Yann Demange – '71
- John Michael McDonagh – Calvario (Calvary)
- Lenny Abrahamson – Frank
- Matthew Warchus – Pride
- Mike Leigh – Turner (Mr. Turner)

### Premio Douglas Hickox al miglior regista esordiente
- Ian Forsyth e Jane Pollard – 20000 Days on Earth
- Daniel Wolfe e Matthew Wolfe – Catch me Daddy
- Hong Khaou – Lilting
- Morgan Matthews – X+Y
- Yann Demange – '71

### Miglior sceneggiatura
- Jon Ronson e Peter Straughan – Frank
- Graham Moore – The Imitation Game
- Gregory Burke – '71
- John Michael McDonagh – Calvario (Calvary)
- Stephen Beresford – Pride

### Miglior attrice
- Gugu Mbatha-Raw – La ragazza del dipinto (Belle)
- Alicia Vikander – Testament of Youth
- Cheng Pei-pei – Lilting
- Keira Knightley – The Imitation Game
- Sameena Jabeen Ahmed – Catch me Daddy

### Miglior attore
- Brendan Gleeson – Calvario (Calvary)
- Asa Butterfield – X+Y
- Benedict Cumberbatch – The imitation game
- Jack O'Connell – '71
- Timothy Spall – Turner (Mr. Turner)

### Miglior attrice non protagonista
- Imelda Staunton – Pride
- Dorothy Atkinson – Turner (Mr. Turner)
- Maggie Gyllenhaal – Frank
- Sally Hawkins – X+Y
- Sienna Guillory – The Goob

### Miglior attore non protagonista
- Andrew Scott – Pride
- Ben Schnetzer – Pride
- Michael Fassbender – Frank
- Rafe Spall – X+Y
- Sean Harris – '71

### Miglior esordiente
- Sameena Jabeen Ahmed – Catch me Daddy
- Ben Schnetzer – Pride
- Cara Delevigne – Meredith - The Face of an Angel (The Face of an Angel)
- Gugu Mbatha-Raw – La ragazza del dipinto (Belle)
- Liam Walpole – The Goob

### Miglior produzione
- The Goob
- '71 (45 Years)
- 20000 Days on Earth
- Catch Me Daddy
- Lilting

### Miglior contributo tecnico
- Stephen Rennicks (musica) – Frank
- Chryss Wyatt (montaggio) – '71
- Dick Pope (fotografia) – Turner (Mr. Turner)
- Robbie Ryan (fotografia) – Catch Me Daddy
- Ted Radcliffe (fotografia) – '71

### Miglior documentario britannico
- Next Goal Wins, regia di Mike Brett e Steve Jamison
- 20000 Days on Earth, regia di Ian Forsyth e Jane Pollard
- Night Will Fall - Perché non scenda la notte (Night Will Fall), regia di Andre Singer
- The Possibilities are Endless, regia di James Hall e Edward Lovelace
- Virunga, regia di Orlando von Einsiedel

### Miglior cortometraggio britannico
- The Kárman Line, regia di Oscar Scharp
- Crocodile, regia di Gaëlle Denis
- Emotional Fusebox, regia di Rachel Tunnard
- Keeping up with the Joneses, regia di Michael Pearce
- Slap, regia di Nick Rowland

### Miglior film indipendente internazionale
- Boyhood, regia di Richard Linklater
- Blue Ruin, regia di Jeremy Saulnier
- Prossima fermata Fruitvale Station (Fruitvale Station), regia di Rian Coogler
- Ida, regia di Paweł Pawlikowski
- Babadook (The Babadook), regia di Jennifer Kent

### Premio Randance
- Luna
- Flim: The movie...
- Gregor
- Keeping Rosy
- The Beat Beneath My Feet

### Premio Richard Harris
- Emma Thompson

### Premio Variety
- Benedict Cumberbatch

### Premio speciale della giuria
- John Boorman